# Интеллектуальные виды спорта
Интеллектуальные виды спорта (англ. Mind Sports) — сложившаяся система организации соревнований и специфической подготовки к ним в логических играх, которые подверглись институционализации англосаксонского образца в виде создания глобальной сети международных спортивных федераций с иерархической структурой управления. В результате таких преобразований интеллектуальных игр первыми были учреждены международные спортивные федерации шахмат (FIDE, 1924), шашек (FMJD, 1947), бриджа (WBF, 1958), го (IGF, 1982), сёги (FESA, 1985) рэндзю (RIF, 1989) и сянци (WXF, 1993).
Интеллектуальные виды спорта зачастую называют «интеллектуальный спорт», они имеют развитую инфраструктуру и пользуются широким одобрением в обществе, поскольку их считают не только альтернативой азартным играм, но и хорошим тренажёром для ума. В последнее время наблюдается тенденция к видовому расширению интеллектуального спорта, обусловленная спортизацией других настольных (логических) игр, среди которых нарды, покер и различные этнокультурные виды, имеющие локальное распространение (русские шашки).

## Спортизация интеллектуальных игр
Спортизация интеллектуальных игр представляет собой процесс реинституционализации логических игр в рамках модели англосаксонского спорта с образованием иерархии общественных организаций (локальных, национальных, континентальных, международных), а также введением системы соревнований и обеспечивающих её институтов судейства, экипировки, специфической подготовки в виде тренировок, подсчёта результатов в виде рейтинга игроков и команд. Спортизация интеллектуальных игр как социокультурное явление возникла в эпоху модерна и обусловлена глобальным распространением западной цивилизации.

## Интеллектуальные игры
Термин «интеллектуальные игры» в настоящее время стали использовать как обобщённое название для обозначения всех видов логических, настольных, компьютерных и азартных игр. Это произошло во многом благодаря широкому распространению терминов «интеллектуальные виды спорта» и «интеллектуальный спорт».
Высшей формой организации интеллектуальных игр стали Всемирные интеллектуальные игры, проводимые Международной ассоциацией интеллектуального спорта (ИМСА) с целью придания им в обозримом будущем олимпийского статуса — Интелимпийских игр (Intelympic / Mindlympic Games), какой уже есть у Паралимпийских, Сурдлимпийских и Специальных олимпийских игр.